# كارين بروكوب
كارين بروكوب (بالألمانية: Karin Prokop)‏ مواليد 11 فبراير 1966 في النمسا، هي لاعبة كرة يد نمساوية سابقة. مثلت منتخب النمسا لكرة اليد للسيدات. شاركت في دورة الألعاب الأولمبية الصيفية سنة 1992.

## روابط خارجية
- كارين بروكوب على موقع أوليمبيديا (الإنجليزية)